# Jan Looten
Jan Looten (Amsterdam, 1617 of 1618 – Engeland, ca. 1681) was een Noord-Nederlands schilder, tekenaar en prentmaker.

## Levensloop
In september 1643 wordt Looten in Amsterdam vermeld als zijnde 25 jaar oud. Hij werd dus geboren in 1617 of 1618. Door wie hij opgeleid werd is onbekend. Tussen 1660 en 1669 vertrok hij naar Engeland; volgens de Britse kunsthistoricus Oliver Millar rond 1662. Op 11 april 1669 bracht Samuel Pepys een bezoek aan zijn atelier in Saint James's Market in Londen. Looten was leraar van Jan Griffier (I) en volgens conservator Marijke de Kinkelder ook van Pieter Ferdinand, die enkele werken van Looten bezat.

## Lijst van werken
| Titel                                              | Datering  | Type       | Verblijfplaats                     | Afbeelding |
| -------------------------------------------------- | --------- | ---------- | ---------------------------------- | ---------- |
| Bosweg                                             | 1650-1674 | Schilderij | Rijksmuseum Amsterdam, Amsterdam   |            |
| Gezicht op een bos met reizigers en jagers         | 1632-1681 | Schilderij | Onbekend                           |            |
| Bosachtig berglandschap met in de verte een vallei | Ca. 1659  | Schilderij | Dickinson Gallery, Londen/New York |            |
| Rotsachtig boslandschap met reizigers              | 1661      | Schilderij | Onbekend                           |            |

- Biografisch Portaal: 43396380
- Digitale Bibliotheek voor de Nederlandse Letteren: loot012
- Gemeinsame Normdatei: 1050965272
- RKD-Nederlands Instituut voor Kunstgeschiedenis: 50845
- Union List of Artist Names: 500013831
- Virtual International Authority File: 95765562